# Jannik Hansen
Jannik Hansen (født 15. marts 1986) er en tidligere dansk ishockeyspiller, der afsluttede sin professionelle karriere i HK CSKA Moskva. Hans foretrukne position på isen er højre wing. Han blev valgt af NHL-klubben Vancouver Canucks i NHL's årlige draft i 2004. Jannik Hansen blev valgt i 9. runde som nr. 287 ud af i alt 291 spillere valgt i 2004.

## Tidlig karriere
Jannik er søn af Bent Hansen og Annelise Hansen; Bent Hansen er en forhenværende dansk landsholdsspiller i ishockey. Jannik har fået sin ishockeyopdragelse i Rødovre Skøjte & Ishockey Klub (RSIK). Som 16-årig blev Jannik Hansen indlemmet i Rødovre's seniortrup. Han fik tildelt trøjen med nr 17 på ryggen, samme nummer som hans far spillede med i sin tid i klubben. Jannik blev hentet til Malmö Redhawks' juniorafdeling efter en sæson i den bedste danske række. På trods af at han havde pæn succes i de svenske juniorligaer valgte han at vende hjem til Danmark efter kun et år i Sverige. Han valgte at spille i Danmark idet han mente at han ville lære mere af at spille mod mænd i den danske liga end mod juniorer i Sverige.
Jannik Hansen bliver anvendt i alle situationer på isen, deriblandt powerplay og boxplay. Han er kendt som en god og hurtig skøjteløber med et hårdt og præcist håndledsskud. Han er heller ikke bange for at dele tacklinger ud. I sin tid i den danske liga har han ofte måttet spille mod spillere der var langt større end ham selv hvilket dog ikke har afholdt ham fra at give igen af samme mønt når han blev udfordret.
Efter at han blev draftet af Vancouver i 2004 valgte han at blive i Danmark endnu en sæson. Denne sæson (2004-05) blev noget af et gennembrud for Hansen i den danske liga. Med 34 point i 32 kampe (17 mål og 17 assist) markerede Hansen sig som en af de bedste unge danske spillere i ligaen. Mod slutningen af sæsonen markerede Jannik Hansen sig som en ledende spiller på et i øvrigt forholdsvis svagt Rødovre-hold.

## Nordamerika
Som 19-årig valgte Jannik Hansen at flytte til Nordamerika og som den første dansker nogensinde spille i den stærke juniorliga WHL for Portland Winterhawks. I 64 kampe for Portland nåede han 64 point (24 mål og 40 assist.) I Portland havde man håbet at få en teknisk stærk spiller i Hansen. Som en positiv overraskelse tilpassede Hansen sig hurtigt til den meget fysiske stil i WHL og markerede sig som en stærk allround-spiller. Efter at Portland blev slået ud i anden runde af slutspillet mod de senere vindere fra Vancouver Giants kunne Jannik Hansen hjælpe det danske landshold med at sikre dets forbliven i A-gruppen ved VM i Riga i maj 2006. Jannik Hansen scorede 2 mål i 6 kampe under VM.
Efter at have set Hansen klare overgangen til nordamerikansk ishockey i flot stil tilbød Vancouver Canucks en kontrakt og i juli 2006 underskrev han som blot den anden dansker nogensinde en kontrakt med en NHL-klub. Tidligere samme sommer havde Frans Nielsen underskrevet en kontrakt med New York Islanders. Jannik Hansen har i tre træningskampe inden sæsonstarten scoret 2 mål og lavet 1 assist for Vancouver Canucks. Den 2. oktober 2006 blev det imidlertid afgjort at Hansen skal starte sæsonen for Vancouver Canucks' farmerhold Manitoba Moose som spiller i den næstbedste nordamerikanske ishockeyliga AHL. Den 12. april 2007 blev Jannik Hansen kaldt op af Vancouver og han blev dagen efter den blot anden dansker i NHL og den første dansker i en slutspilskamp da han debuterede i en kamp mod Dallas Stars.
I 2011 blev han den første dansker til at spille med i Stanley Cup finalen.

## Statistik
Pr. 31. maj 2008
| 2002-03 | Rødovre Mighty Bulls | DAN | 15 | -  | -  | -  | -   | -  | - | - | - | -  | -     | -  | - | - | -  | -  | -  | - | - | - | -  | -    |
| 2003-04 | Rødovre Mighty Bulls | DAN | 35 | 12 | 7  | 19 | -   | 48 | - | - | - | -  | -     | -  | - | - | -  | -  | -  | - | - | - | -  | -    |
| 2004-05 | Rødovre Mighty Bulls | DAN | 32 | 17 | 17 | 34 | -   | 40 | - | - | - | -  | -     | 5  | 3 | 1 | 4  | -  | 24 | - | - | - | -  | -    |
| 2005-06 | Portland Winterhawks | WHL | 64 | 24 | 40 | 64 | +2  | 67 | 7 | 2 | 0 | -  | -     | 12 | 7 | 6 | 13 | -  | 16 | 0 | 0 | - | -  | -    |
| 2006-07 | Manitoba Moose       | AHL | 72 | 12 | 22 | 34 | +3  | 38 | 4 | 1 | 2 | -  | -     | 6  | 0 | 0 | 0  | -4 | 2  | 0 | 0 | 0 | -  | -    |
| 2006-07 | Vancouver Canucks    | NHL | -  | -  | -  | -  | -   | -  | - | - | - | -  | -     | 10 | 0 | 1 | 1  | 0  | 4  | 0 | 0 | 0 | 17 | 0,0% |
| 2007-08 | Manitoba Moose       | AHL | 50 | 21 | 22 | 43 | +23 | 22 | 5 | 1 | - | -  | -     | 6  | 2 | 2 | 4  | +2 | 0  | 0 | 0 | 0 | -  | -    |
| 2007-08 | Vancouver Canucks    | NHL | 5  | 0  | 0  | 0  | 0   | 2  | 0 | 0 | 0 | 3  | 0,0%  | -  | - | - | -  | -  | -  | - | - | - | -  | -    |
| 2008-09 | Vancouver Canucks    | NHL | 55 | 6  | 15 | 21 | +5  | 37 | 0 | 0 |   | 64 | 9,4%  | 2  | 0 | 0 | 0  | 0  | 0  | 0 | 0 | 0 | 0  | 0,0% |
| 2008-09 | Manitoba Moose       | AHL | 2  | 1  | 0  | 1  | 0   | 2  | 0 | 0 | 0 | 3  | 33,3% | -  | - | - | -  | -  | -  | - | - | - | -  | -    |
| 2009-10 | Vancouver Canucks    | NHL | 47 | 9  | 6  | 15 | -5  | 18 | 0 | 1 | 3 | 67 | 13,4% | 12 | 1 | 2 | 3  | +1 | 4  | 0 | 0 | 0 | 12 | 8,3% |